# فلاديمير هرنانديز
فلاديمير هرنانديز (بالإسبانية: Vladimir Hernández) (8 فبراير 1989 في كولومبيا - ) هو لاعب كرة قدم كولومبي في مركز الوسط. لعب مع Junior Futbol Club ‏.

## وصلات خارجية
- فلاديمير هرنانديز على موقع قاعدة بيانات كرة القدم.إي يو (الإنجليزية)
- فلاديمير هرنانديز على موقع ناشيونال فوتبول تيمز (الإنجليزية)
- فلاديمير هرنانديز على موقع Soccerway.com (الإنجليزية)
- فلاديمير هرنانديز على موقع AS.com (الإسبانية)